# Kurt Reimann
Kurt Reimann (* 15. März 1913 in Berlin; † 22. August 2001 ebenda) war ein deutscher Opernsänger (Tenor) und Schauspieler.

## Leben
Kurt Reimann wurde 1913 als Sohn des Finanzbeamten Arthur Reimann und dessen Frau, eine geborene Schmidt, in Berlin geboren. Nach einer Gesangsausbildung bei Ulrich Eberl in Berlin war er bis 1945 gesperrt und gab dann sein Debüt 1945 als Triquet in Eugen Onegin an der Berliner Staatsoper. Im selben Jahr wurde er Mitglied der Genossenschaft Deutscher Bühnenangehöriger (GDBA). Bis 1947 blieb er an der Staatsoper. Zu seinen Rollen gehörten Borsa in Rigoletto, Nathanael in Hoffmanns Erzählungen und Baron in Der Wildschütz. Im Mai 1947 war er auf einer Schellackplatte des Plattenlabels Amiga erster Nachkriegs-Interpret des in der Version von Rudi Schuricke berühmt gewordenen Schlagers Capri-Fischer.
Im Jahr 1948 schloss er einen Titelvertrag mit dem RIAS (Rundfunk im amerikanischen Sektor), 1949 einen bis 1952 laufenden Ausschließlichkeitsvertrag für Oper, Operette und Einzelliedtitel mit dem Berliner Rundfunk. 1951 folgte ein Exklusiv-Vertrag mit Kurt Ulrichs Berolina-Film. Reimann trat in den folgenden Jahren als fahrender Sänger in einigen Filmproduktionen in Erscheinung. An dem Heimatfilm-Klassiker Grün ist die Heide hatte er durch den Gesang mehrerer Titel von Hermann Löns wie Auf der Lüneburger Heide und Grün ist die Heide sowie des Riesengebirgsliedes einen erheblichen Anteil. In dieser Art wirkte er zusammen mit seinen Begleitern Hans Richter und Ludwig Schmitz noch an weiteren typischen Heimatfilmen mit.
Im Rundfunk in In- und Ausland war Reimann unter anderem als Tschaplitskij in Pique Dame, als Edwin in Die Csárdásfürstin, als Jonel in Zigeunerliebe und als Katana in Die Geisha zu hören.

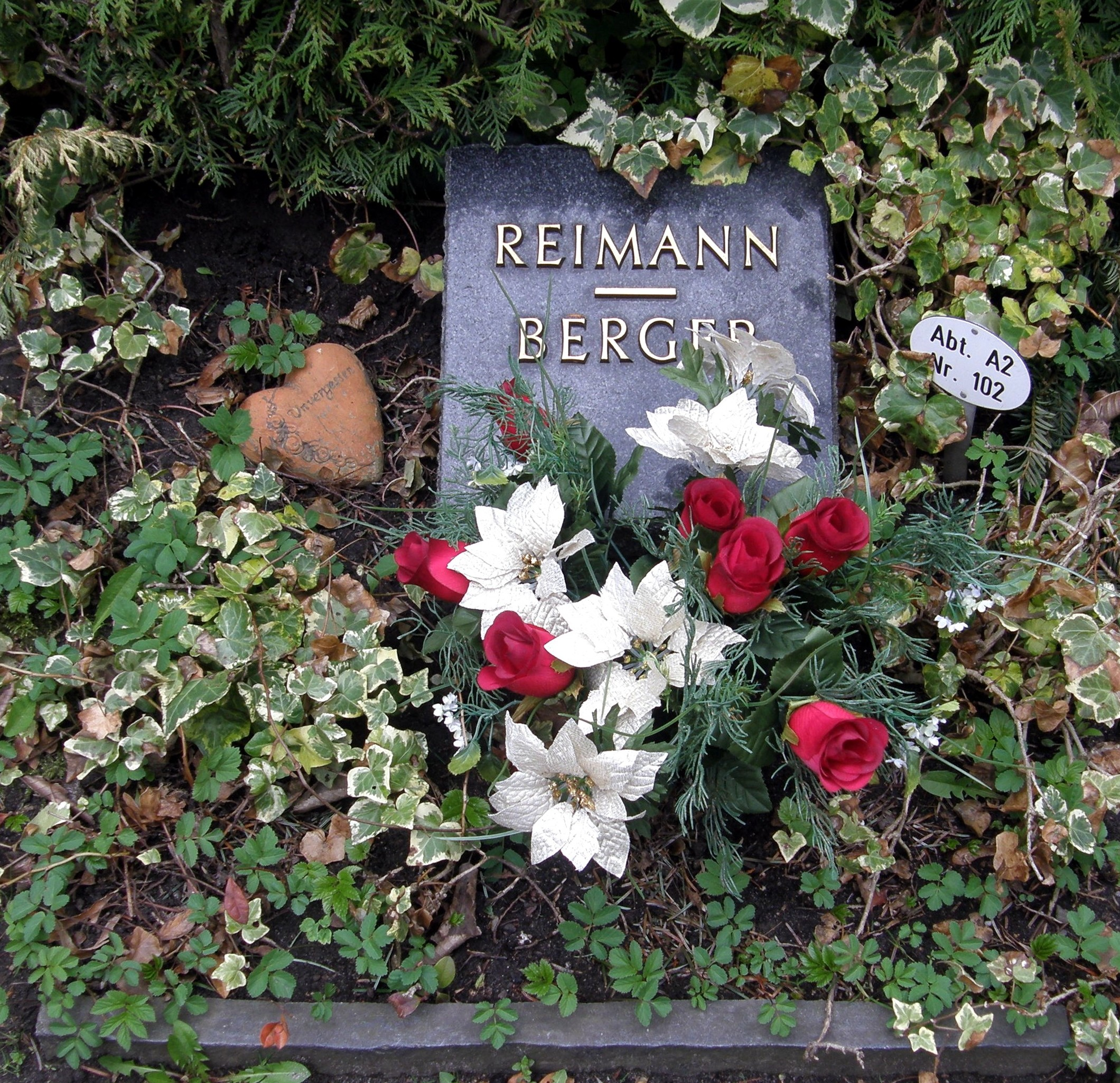
Reimanns Grab auf dem Friedhof Wilmersdorf

Er hinterließ zahlreiche Schallplattenaufnahmen (so bei Odeon, Telefunken, Electrola, Regina und Imperial). Kurt Reimann war evangelisch, seit 1948 mit Marianne Reimann, geborene Draeger, verheiratet, hatte zwei Kinder (Wolfgang und Helga). Er starb in Berlin und ist auf dem dortigen Friedhof Wilmersdorf begraben.

## Filmografie
- 1947: Herzkönig
- 1949: Figaros Hochzeit (nur Gesang)
- 1950: Die Dritte von rechts
- 1951: Grün ist die Heide
- 1951: Wenn die Abendglocken läuten
- 1952: Der bunte Traum
- 1952: Tausend rote Rosen blühn
- 1952: Am Brunnen vor dem Tore
- 1952: Bis wir uns wiederseh’n
- 1953: Maske in Blau
- 1953: Die Rose von Stambul
- 1953: Wenn am Sonntagabend die Dorfmusik spielt
- 1956: Schwarzwaldmelodie
- 1956: Die Christel von der Post (nur Gesang)